# ارکستر سمفونیک تهران
ارکستر سمفونیک تهران بزرگترین و قدیمی‌ترین ارکستر سمفونیک ایران است. این ارکستر در سال ۱۳۱۲ به وسیله غلامحسین مین‌باشیان و با نام ارکستر بلدیه آغاز به فعالیت نمود. فعالیت ارکستر سمفونیک تهران طی سال‌های ۱۳۹۰ تا ۱۳۹۳ با وقفه روبرو شد تا این‌که در اسفندماه ۱۳۹۳ مجدداً با رهبری علی رهبری آغاز به کار کرد.
پس از استعفای علی رهبری در اردیبهشت سال ۱۳۹۵ و عدم دعوت دوباره ایشان، ارکستر سمفونیک تهران توسط شورای هنری با حضور شهرداد روحانی به عنوان رهبر، اداره می‌شد. در مرداد ۱۳۹۵، علی‌اکبر صفی‌پور، مدیرعامل بنیاد رودکی اعلام کرد که شهرداد روحانی به عنوان رهبر ثابت ارکستر سمفونیک تهران انتخاب شده. در زمستان ۱۳۹۸ با خروج ناگهانی شهرداد روحانی از ایران، ارکستر سمفونیک تهران دچار حاشیه‌های زیادی شد تا اینکه در اول خرداد ۱۳۹۹ شهرداد روحانی که در آمریکا به سر می‌برد، از طریق اینستاگرام اعلام استعفا کرد.
پس از روحانی، نصیر حیدریان از مرداد ۱۴۰۱ تا مهر ۱۴۰۲ رهبر دائمی ارکستر سمفونیک تهران بود. پس از حیدریان، منوچهر صهبایی، موسیقی‌دان و رهبر ارکستر برجسته ایرانی، از مهر ۱۴۰۲ تا اسفند ۱۴۰۳ به عنوان رهبر دائم ارکستر سمفونیک تهران فعالیت کرد.
محمد اله‌یاری فومنی، مدیرعامل بنیاد رودکی، در فروردین ۱۴۰۴ نصیر حیدریان را به عنوان رهبر دائم ارکستر سمفونیک تهران منصوب کرد. این دومین دوره رهبری حیدریان در این ارکستر است که پیش‌تر از ۱۴۰۱ تا ۱۴۰۲ عهده‌دار این سمت بود.

## تاریخچه

### تشکیل
نخستین بار در ۱۳ آذر ۱۳۱۲ به رهبری غلامحسین مین‌باشیان و با نام ارکستر سمفونی بلدیه (شهرداری) فعالیت خود را آغاز نمود. این ارکستر که ۴۰ نوازنده داشت، نخستین کنسرت خود را در مهرماه ۱۳۱۳ در سالن سینما هما به مناسبت جشن هزاره فردوسی برگزار کرد. با اضافه شدن ۱۰ نوازنده اهل چکسلواک، ارکستر به اجرای برنامه ادامه داد. این وضعیت تا سال ۱۳۲۰ ادامه داشت، در آن سال به دلیل تبعات جنگ جهانی دوم، مین باشیان برکنار شد و نوازنده‌های خارجی نیز به کشورشان بازگشتند. این ارکستر در ۱۳۲۴ به وسیله پرویز محمود تجدید سازمان و به شکل کنونی‌اش درآمد. پرویز محمود در آن زمان رئیس هنرستان عالی موسیقی (کنسرواتوار تهران) بود و چند تن از همکاران و دوستانش مانند غلامحسین قریب گرگانی (نوازنده کلارینت) و روبیک گریگوریان (نوازنده ویلن و رهبر آواز گروهی) در این کار با او همکاری داشتند.

در سال ۱۳۲۹ پرویز محمود به آمریکا مهاجرت کرد و در نتیجه گریگوریان به عنوان سرپرست هنرستان انتخاب شد اما این سرپرستی بیش از یک سال به طول نینجامید و وی نیز همیشه به آمریکا مهاجرت کرد و ارکستر سمفونیک تهران ثبات خود را از دست داد. افرادی چون روبن صفاریان، مرتضی حنانه و سرژ خوتسیف هر یک به شکل کوتاه مدت رهبری ارکستر را تقبل کردند، که در این میان طولانی‌ترین آن‌ها رهبری حنانه است که به زحمت به یک سال می‌رسید.

### دوران طلایی
این ارکستر تا اوایل دهه ۵۰ از کمکهای دولتی به صورت محدود برخوردار بود و از این زمان دارای بودجهٔ مستقل و قابل توجه شد. با این وجود، در سال‌های اخیر کم بودن این بودجه باعث دستمزد پایین نوازندگان و در نتیجه افت کیفیت اجرا شده‌است. اما با احیای ارکستر سمفونیک تهران به دست علی رهبری دوباره این ارکستر اوج گرفت.

### پس از انقلاب

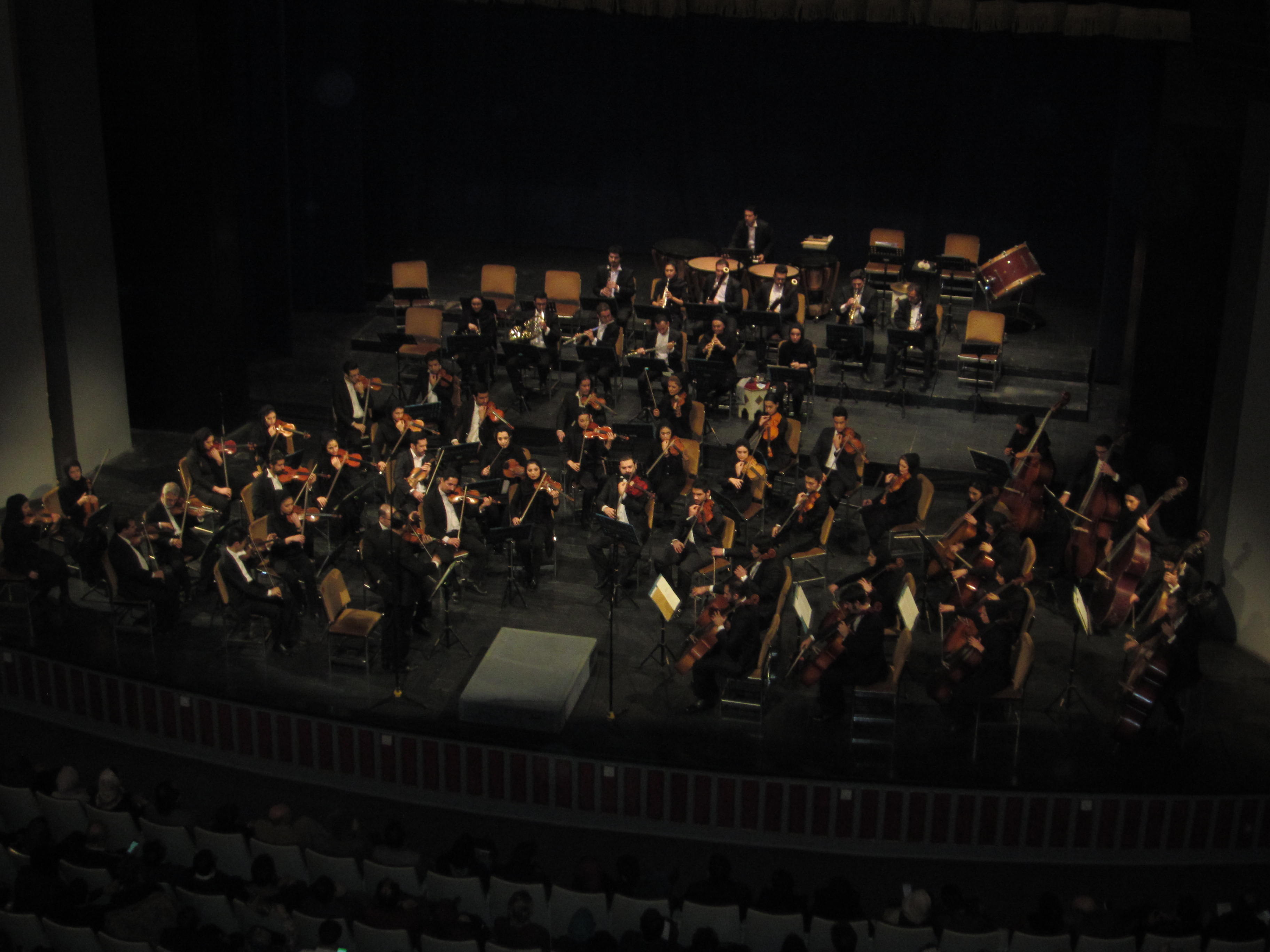
ارکستر سمفونیک تهران در تالار وحدت

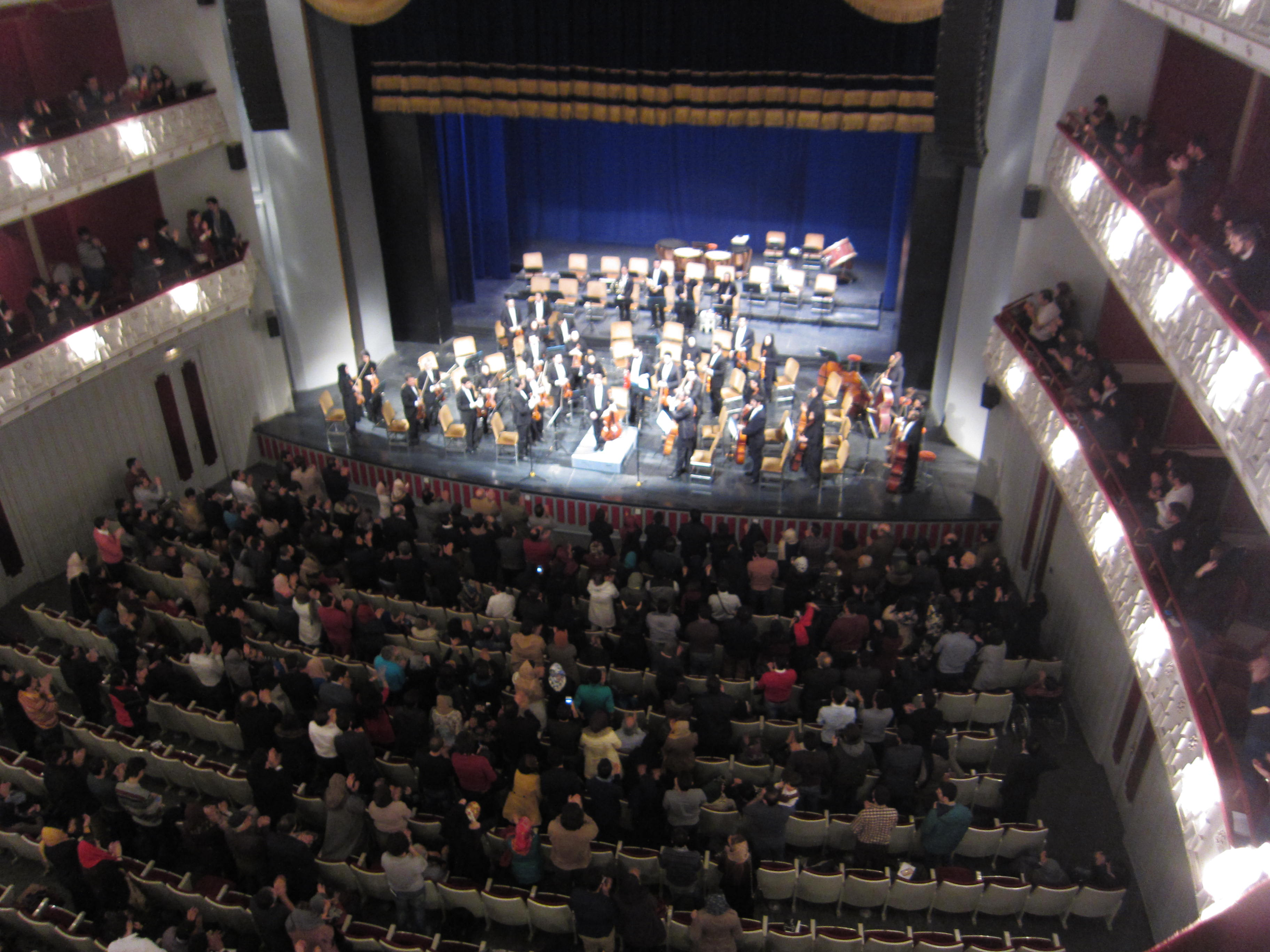
ارکستر سمفونیک تهران در تالار وحدت همراه با الکساندر رودین، پس از اجرای کنسرتو ویلنسل هایدن

پس از انقلاب سنجری دوباره رهبری ارکستر را به عهده گرفت و ده سال در این سمت به کارش ادامه داد. اگر چه ارکستر به دلایلی چون شرایط جامعه پس از انقلاب و درگیر بودن با جنگ، در طول این سال‌ها فعالیت و برنامه چندانی نداشت، اما سنجری در حفظ و تداوم کار آن کوشید. علی‌رغم آن‌که شمار زیادی از نوازندگان ارکستر پس از انقلاب به خارج از کشور مهاجرت کرده بودند ارکستر را حفظ کرد و برنامه‌هایی با نوازندگان باقی‌مانده و چند نوازنده جایگزین ادامه داد. وی سرانجام در پاییز ۱۳۶۸ پس از اجرای کنسرتی به مناسبت چهلمین روز درگذشت مرتضی حنانه با ارکستر سمفونیک تهران برای همیشه خداحافظی کرد.

در سال ۱۳۶۹ فریدون ناصری (نوازنده سازهای کوبه‌ای) رهبر ارکستر شد. پس از کناره‌گیری و سپس درگذشت وی، ثبات رهبری در ارکستر سمفونیک کاهش قابل ملاحظه‌ای نشان داد، چنان‌که پس از او نادر مشایخی، ایرج صهبایی و علی رهبری هر یک به مدت حدود یک سال رهبری ارکستر را در دست داشتند. رهبری این ارکستر تا خرداد ۱۳۹۹ بر عهده شهرداد روحانی بود. پس از شهرداد روحانی، رهبری ارکستر سمفونیک تهران از مرداد ماه سال ۱۴۰۱ تا مهر ماه ۱۴۰۲ بر عهده نصیر حیدریان گذاشته شد و بعد از او منوچهر صهبایی از مهر ماه ۱۴۰۲ عهده دار این مسوولیت شد .

## اوج و افول
ارکستر سمفونیک تهران در طول سال‌های فعالیت خود بارها اوج و افول را تجربه کرده‌است. به گمان بعضی، دوران طلایی این ارکستر به پیش از انقلاب ۱۳۵۷ ایران و زمانی بر می‌گردد حشمت سنجری رهبری این ارکستر را از سال ۱۳۳۹ تا ۱۳۵۱ بر عهده داشت که در دوران رهبری او نوازندگان برجسته‌ای همچون یهودی منوهین ، رافی پتروسیان و ایزاک اشترن ارکستر تهران را در برنامه‌هایی همراهی کردند. همچنین دوره‌هایی که مرتضی حنانه و حشمت سنجری پیش از انقلاب اسلامی رهبری ارکستر سمفونیک تهران را بر عهده داشتند به عنوان دورهٔ باروری این ارکستر یاد می‌شود.

## بازگشایی
در اسفند ۱۳۹۳ علی رهبری به‌عنوان رهبر ارکستر سمفونیک تهران و مدیر هنری آن منصوب شد و ارکستر سمفونیک تهران با رهبر جدید در روز ۲۴ اسفندماه در تالار وحدت، با سمفونی شماره ۹ بتهوون، آغاز به کار کرد.
علی رهبری در اولین گام برنامه اجرای هفتگی ارکستر سمفونیک تهران را مطرح و عملی ساخت. درخرداد و تیر ۱۳۹۴ به ترتیب ماریان لاپشانسکی و دالیبور کاروای هر دو از کشور اسلواکی همراه با ارکستر سمفونیک تهران به اجرای برنامه پرداختند. در مرداد ۱۳۹۴ ارکستر سمفونیک تهران و ارکستر فیلارمونیک چین کنسرتی مشترک برگزار کردند. در این برنامه ارکستر فیلارمونیک چین قطعه پرنس ایگور از الکساندر برودین و قطعه پروانه‌های عاشق اثر ژن هاوو و چن گانگ اجرا کرد. در بخش دوم ارکستر فیلارمونیک چین به رهبری علی رهبری سمفونی شماره ۵ چایکوفسکی را اجرا نمود. در قطعه آخر این کنسرت اثری از میخائیل گلینکا آهنگساز روسی به صورت مشترک توسط نوازندگان ایرانی و چینی اجرا شد. برای اولین بار ضبط استودیویی حرفه‌ای ارکستر سمفونیک تهران با سمفونی ۹ دورژاک در تالار رودکی توسط رامین مظاهری شروع شد. ارکستر سمفونیک تهران به مدت سه روز سمفونی شماره ۹ دورژاک را ضبط و به شرکت «ناکسوس» (یک شرکت پخش موسیقی در آلمان) ارسال کرد. در ادامه نیز آثاری چون سرناد برای ارکستر زهی اثر چایکوفسکی و سمفونی نهم بتهوون نیز برای اولین بار ضبط شد. ارکستر سمفونیک تهران در طی یکسال با رهبری و مدیریت هنری علی رهبری توانست دارای برنامه منظم سالانه شود و رهبران و سولیست‌های مطرح جهانی را به ارکستر دعوت کند. علی رهبری در اردیبهشت ۱۳۹۵ پس از حدود یک سال و نیم استعفا کردو دلیل کناره‌گیری‌اش از این ارکستر را رفتار بنیاد رودکی با نوازندگان آن اعلام نمود. او گفت که بنیاد رودکی که ارکستر سمفونیک تهران زیر نظر آن اداره می‌شود، به دلیل عدم آشنایی با مقوله ارکستر، رفتارش با نوازندگان این ارکستر مانند «کارگران روزمزد» بوده‌است.

## حواشی
ارکستر سمفونیک تهران نیمه دوم اجرای خود را بدون رهبر روی صحنه برد. این نخستین باری است که اعضای ارکستر سمفونیک تهران بدون رهبر می‌نوازند. منوچهر صهبایی رهبر مهمان، که به جای شهرداد روحانی رهبری ارکستر را بر عهده داشت ادعا کرد آقای روحانی نه به دلایل پزشکی، بلکه به خاطر رویدادهای اخیر، از ایران فرار کرده‌است.

## ضبط نافرجام
در دوره مدیریت علی رهبری قرار بود آثار سمفونیکِ آهنگسازان ایرانی ضبط و بوسیله انتشارات ناکسوس منتشر شود. علی رهبری در این مورد گفته بود که ابتدا به کوشش سجاد پورقناد، ۶۴ آهنگساز برای این طرح اعلام آمادگی کردند و پس از آن فهرستی از ۱۷۰ آهنگساز ایرانی برای ضبط و انتشار آثارشان تهیه شد. در نهایت این طرح با خروج علی رهبری از ایران متوقف شد.

## رهبران
ارکستر سمفونیک تهران تاکنون توسط رهبرهای سرشناس ایرانی و غیر ایرانی رهبری شده‌ است. پس از انقلاب اسلامی ایران، تا سال ۱۳۸۹ این ارکستر هرگز رهبر اروپایی نداشت. در سال ۱۳۸۹ ماتیاس سباستین کروگر آلمانی، اولین رهبر غیر‌ایرانی این ارکستر پس از انقلاب شد
فهرست رهبرهای ثابت و مهمان ارکستر سمفونیک تهران به شرح زیر است:
- غلامحسین مین‌باشیان[۲۰]
- رودولف اوربانتس[۲۱]
- پرویز محمود[۲۲]
- سرژ خوتسیف[۲۳]
- روبیک گریگوریان[۲۴]
- روبن صفاریان (۱۳۳۱ – ۱۳۳۰)[۲۵]
- مرتضی حنانه (۱۳۳۳ – ۱۳۳۱)[۲۶]
- حشمت سنجری (۱۳۳۶ – ۱۳۳۴)[۲۷]
- هایمو توبیر (۱۳۳۹ – ۱۳۳۶)[۲۷]
- حشمت سنجری (۱۳۵۱ – ۱۳۳۹)[۲۷]
- فرهاد مشکات (۱۳۵۷ – ۱۳۵۱)
- بیژن قادری
- ابراهیم نظری
- نادر مرتضی پور (۱۳۶۳ – ۱۳۶۱)
- فریدون ناصری (۱۳۸۳ – ۱۳۶۹)
- نصیر حیدریان (۱۳۷۶ مهمان)[۲۸]
- ایرج صهبایی (۱۳۸۲ – ۱۳۸۱)
- علی رهبری (۱۳۸۴ – ۱۳۸۳)
- نادر مشایخی (۱۳۸۶ – ۱۳۸۴)
- منوچهر صهبایی (۱۳۸۸ – ۱۳۸۶)[۲۹]
- شهرداد روحانی (۱۳۸۹ مهمان)
- ماتیاس کروگر (۱۳۸۹ مهمان)[۸]
- نازنین آقاخانی (۱۳۸۹ مهمان)
- درک گلیسون (۱۳۸۹ مهمان)
- نادر مرتضی پور (۱۳۹۰)

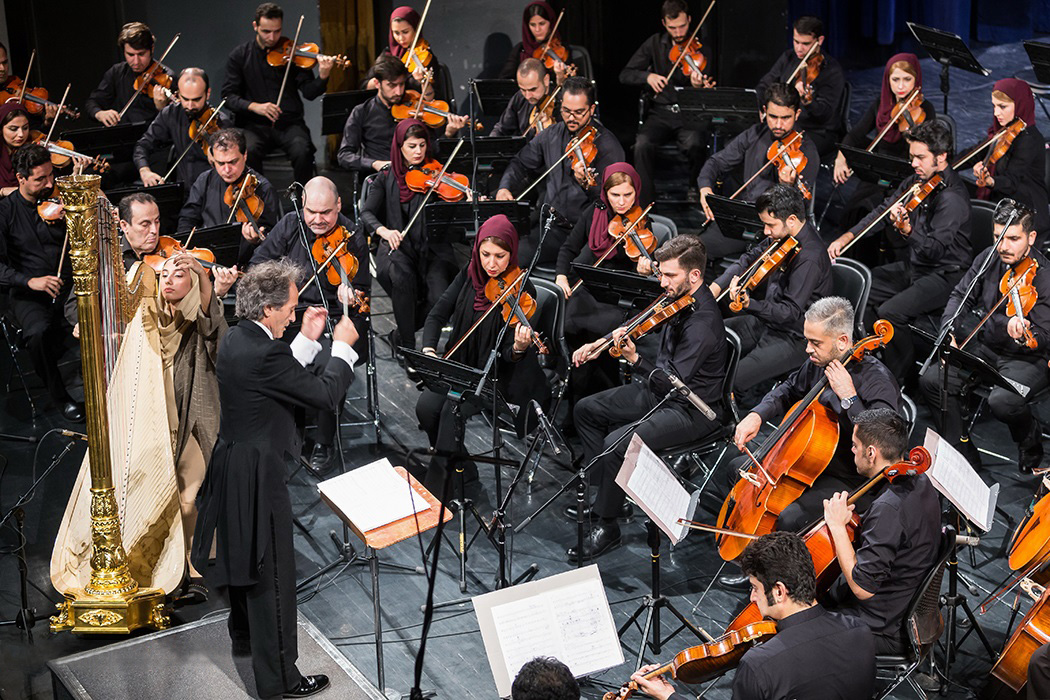
ارکستر سمفونیک تهران به رهبری شهرداد روحانی ۱۶ شهریور ۱۳۹۷ تالار وحدت تهران

- تعطیلی ارکستر به مدت سه سال (۱۳۹۳ – ۱۳۹۰)
- علی رهبری[۳۰] (۱۳۹۵ – ۱۳۹۳)
- شهرداد روحانی (۱۳۹۹ – ۱۳۹۵)[۳۱]
- ولفگانگ ونگنروت  (۱۴۰۱ مهمان)[۳۲]
- نصیر حیدریان (مهر ۱۴۰۲ – مرداد ۱۴۰۱)[۳۳]
- منوچهر صهبایی (اسفند ۱۴۰۳ – مهر ۱۴۰۲)[۳۴]
- آرش گوران (۱۴۰۳ میهمان)[۳۵]
- نصیرحیدریان (اکنون – فروردین ۱۴۰۴)